# Riscos de Tirajana
Riscos de Tirajana är en park i Spanien.   Den ligger i provinsen Provincia de Las Palmas och regionen Kanarieöarna, i den sydvästra delen av landet, 1 800 km sydväst om huvudstaden Madrid. Riscos de Tirajana ligger 1 724 meter över havet.
Terrängen runt Riscos de Tirajana är kuperad åt sydväst, men åt nordost är den bergig. Riscos de Tirajana ligger uppe på en höjd. Runt Riscos de Tirajana är det ganska tätbefolkat, med 104 invånare per kvadratkilometer. Närmaste större samhälle är San Bartolomé de Tirajana, 2,7 km söder om Riscos de Tirajana. Omgivningarna runt Riscos de Tirajana är i huvudsak ett öppet busklandskap.